# Eccellenza Lombardia 2021-2022
Il campionato italiano di calcio di Eccellenza regionale 2021-2022 è stato il trentunesimo organizzato in Italia. Rappresenta il quinto livello del calcio italiano.
Questi sono i gironi organizzati dal Comitato Regionale della regione Lombardia.

## Stagione

### Avvenimenti
La stragrande maggioranza delle squadre iscritte l'anno prima in Eccellenza (ben 51 su 54) mantiene il titolo: infatti, a seguito dell'interruzione del campionato precedente nel mese di ottobre, dovuta nuovamente all'aggravarsi della pandemia di Covid-19, il campionato di Eccellenza si era disputato in primavera su base volontaria, pertanto senza retrocessioni ma solo tre promozioni, parzialmente compensate dalle due retrocesse dalla Serie D, Scanzorosciate e Tritium, con quest'ultima che ad agosto viene peraltro ripescata nella massima categoria dilettantistica. 
Non si iscrivono invece Città di Sangiuliano (che acquisisce il titolo di Serie D del NibionnOggiono e diviene Sangiuliano City Nova) e Milano City. 
Il totale delle iscritte risulta così di 50 squadre: il Comitato Regionale opta pertanto per comporre due gironi da 16 squadre (A e C) e uno da 18 (il B).

## Girone A

### Squadre partecipanti
| Club                                | Città                                                | Stadio                                                            | Stagione precedente                                 |
| ----------------------------------- | ---------------------------------------------------- | ----------------------------------------------------------------- | --------------------------------------------------- |
| A.S.D. Accademia Pavese San Genesio | Sant'Alessio con Vialone e San Genesio ed Uniti (PV) | Stadio comunale Carlo-Davide-Giampiero (Sant'Alessio con Vialone) | 8ª in Eccellenza/B                                  |
| A.C. Ardor Lazzate                  | Lazzate (MB)                                         | Centro sportivo comunale Gianni Brera                             | 5ª in Eccellenza/A                                  |
| A.S.D.C. Ba.Se. 96 Seveso           | Seveso (MB)                                          | Centro sportivo comunale Enrico Colombo                           | 6ª in Eccellenza/A                                  |
| A.S.D. Calcio Club Milano           | Milano                                               | Centro sportivo comunale Gianni Brera (Pero)                      | 3ª in Eccellenza/B                                  |
| A.S.D. Calvairate                   | Milano (Calvairate)                                  | Centro sportivo Calvairate                                        | In Eccellenza/A, non iscritta al torneo primaverile |
| G.S. Castanese                      | Castano Primo (MI)                                   | Centro sportivo comunale Annibale Sacchi                          | 11ª in Eccellenza/A                                 |
| U.P. Gavirate Calcio                | Gavirate (VA)                                        | Centro sportivo comunale Mario Porta (Vedano Olona)               | 9ª in Eccellenza/A                                  |
| A.C. Pavia 1911 S.S.D. a r.l.       | Pavia                                                | Stadio Pietro Fortunati                                           | 7ª in Eccellenza/B                                  |
| F.C.D. Rhodense                     | Rho (MI)                                             | Stadio Valter Vinciguerra (Lucernate)                             | In Eccellenza/A, non iscritta al torneo primaverile |
| U.S. Sestese Calcio                 | Sesto Calende (VA)                                   | Centro sportivo comunale Alfredo Milano                           | 8ª in Eccellenza/A                                  |
| U.S. Settimo Milanese               | Settimo Milanese (MI)                                | Centro sportivo comunale Battista Re                              | 10ª in Eccellenza/B                                 |
| S.S.D. a r.l. Varesina Sport C.V.   | Castiglione Olona e Venegono Superiore (VA)          | Centro sportivo comunale (Venegono Superiore)                     | 2ª in Eccellenza/A                                  |
| A.S.D. Varzi F.B.C.                 | Varzi (PV)                                           | Centro sportivo comunale Carlo Chiappano                          | 4ª in Eccellenza/B                                  |
| F.C. Verbano Calcio                 | Besozzo (VA)                                         | Centro sportivo comunale Sergio Marvelli                          | In Eccellenza/A, non iscritta al torneo primaverile |
| A.C.D. Vergiatese                   | Vergiate (VA)                                        | Centro sportivo comunale Tullio & Masetto Landoni                 | 4ª in Eccellenza/A                                  |
| A.S.D. A.V.C. Vogherese 1919        | Voghera (PV)                                         | Stadio Giovanni Parisi                                            | 9ª in Eccellenza/B                                  |

### Classifica finale
|  | Pos. | Squadra          | Pt | G  | V  | N  | P  | GF | GS | DR  |
|  | ---- | ---------------- | -- | -- | -- | -- | -- | -- | -- | --- |
|  | 1.   | Varesina         | 68 | 30 | 20 | 8  | 2  | 59 | 23 | +36 |
|  | 2.   | Castanese        | 62 | 30 | 19 | 5  | 6  | 68 | 32 | +36 |
|  | 3.   | Vogherese (-2)   | 58 | 30 | 18 | 6  | 6  | 55 | 29 | +26 |
|  | 4.   | Sestese          | 54 | 30 | 14 | 12 | 4  | 51 | 33 | +18 |
|  | 5.   | Varzi            | 52 | 30 | 15 | 7  | 8  | 57 | 42 | +15 |
|  | 6.   | Verbano          | 49 | 30 | 13 | 10 | 7  | 57 | 43 | +14 |
|  | 7.   | Vergiatese       | 43 | 30 | 11 | 10 | 9  | 40 | 33 | +7  |
|  | 8.   | Club Milano      | 38 | 30 | 9  | 11 | 10 | 43 | 41 | +2  |
|  | 9.   | Accademia Pavese | 36 | 30 | 9  | 9  | 12 | 37 | 51 | -14 |
|  | 10.  | Ardor Lazzate    | 35 | 30 | 8  | 11 | 11 | 47 | 56 | -9  |
|  | 11.  | Gavirate         | 34 | 30 | 9  | 7  | 14 | 35 | 42 | -7  |
|  | 12.  | Calvairate       | 32 | 30 | 8  | 8  | 14 | 41 | 61 | -20 |
|  | 13.  | Pavia            | 28 | 30 | 5  | 13 | 12 | 45 | 53 | -8  |
|  | 14.  | Base 96 Seveso   | 27 | 30 | 7  | 6  | 17 | 36 | 48 | -12 |
|  | 15.  | Rhodense         | 24 | 30 | 5  | 9  | 16 | 29 | 44 | -15 |
|  | 16.  | Settimo Milanese | 11 | 30 | 3  | 2  | 25 | 21 | 90 | -69 |

Legenda:
      Promosso in Serie D.
      Ammesso ai play-off nazionali.
 Ai play-off o ai play-out.
      Retrocesso in Promozione.
Regolamento:
Tre punti a vittoria, uno a pareggio, zero a sconfitta.
In caso di arrivo di due o più squadre a pari punti, la graduatoria verrà stilata secondo la classifica avulsa tra le squadre interessate che prevede, in ordine, i seguenti criteri:
- Punti negli scontri diretti
- Differenza reti negli scontri diretti
- Differenza reti generale
- Reti realizzate in generale
- Sorteggio

Note:
La Vogherese ha scontato 2 punti di penalizzazione.

### Risultati

#### Tabellone
|                  | APV  | ARD  | BSE  | CLM  | CAL  | CAS  | GAV  | PAV  | RHO  | SES  | SET  | VAR  | VRZ  | VER  | VRG  | VOG  |
| ---------------- | ---- | ---- | ---- | ---- | ---- | ---- | ---- | ---- | ---- | ---- | ---- | ---- | ---- | ---- | ---- | ---- |
| Accademia Pavese | –––– | 1-2  | 1-0  | 1-2  | 1-1  | 1-2  | 1-0  | 1-0  | 2-1  | 0-0  | 1-4  | 1-5  | 0-4  | 0-0  | 0-1  | 2-4  |
| Ardor Lazzate    | 1-1  | –––– | 2-1  | 3-3  | 4-2  | 2-2  | 1-1  | 1-3  | 1-1  | 3-3  | 6-0  | 0-0  | 1-0  | 0-2  | 1-1  | 0-3  |
| Base 96 Seveso   | 1-1  | 1-2  | –––– | 0-0  | 2-1  | 0-2  | 1-0  | 3-0  | 3-1  | 0-0  | 4-0  | 0-1  | 1-3  | 2-2  | 1-1  | 3-4  |
| Club Milano      | 1-2  | 4-0  | 2-0  | –––– | 1-1  | 1-4  | 1-1  | 3-3  | 1-0  | 1-3  | 3-1  | 1-0  | 1-2  | 4-0  | 2-3  | 1-1  |
| Calvairate       | 2-2  | 1-0  | 1-0  | 2-1  | –––– | 0-6  | 4-0  | 1-2  | 2-1  | 1-2  | 2-1  | 1-3  | 2-5  | 2-2  | 0-3  | 1-0  |
| Castanese        | 4-0  | 1-3  | 2-1  | 0-0  | 4-2  | –––– | 3-1  | 2-1  | 3-1  | 2-3  | 5-0  | 0-0  | 4-2  | 4-3  | 1-1  | 1-1  |
| Gavirate         | 1-3  | 2-0  | 0-0  | 0-1  | 4-1  | 1-0  | –––– | 3-2  | 1-2  | 2-0  | 4-0  | 1-2  | 1-0  | 2-2  | 0-1  | 1-1  |
| Pavia            | 4-4  | 2-2  | 4-3  | 2-2  | 1-1  | 0-1  | 1-2  | –––– | 0-0  | 1-1  | 1-0  | 2-3  | 2-2  | 0-0  | 0-0  | 2-1  |
| Rhodense         | 4-1  | 1-1  | 0-1  | 2-0  | 1-1  | 1-0  | 1-1  | 1-1  | –––– | 3-3  | 2-1  | 0-1  | 0-1  | 1-2  | 1-1  | 1-3  |
| Sestese          | 0-3  | 2-1  | 2-1  | 3-1  | 4-2  | 1-2  | 4-1  | 1-1  | 3-0  | –––– | 4-0  | 1-1  | 1-0  | 2-2  | 1-0  | 1-1  |
| Settimo Milanese | 0-1  | 2-5  | 2-3  | 1-1  | 1-2  | 0-2  | 0-3  | 2-1  | 0-0  | 0-3  | –––– | 0-2  | 2-0  | 0-2  | 0-2  | 1-3  |
| Varesina         | 2-2  | 6-1  | 3-0  | 1-1  | 3-1  | 2-1  | 1-1  | 2-1  | 2-1  | 1-1  | 5-0  | –––– | 0-0  | 1-0  | 2-0  | 1-0  |
| Varzi            | 2-0  | 1-1  | 3-1  | 2-1  | 4-4  | 2-4  | 2-1  | 2-1  | 2-0  | 0-0  | 5-1  | 3-2  | –––– | 3-1  | 1-1  | 2-1  |
| Verbano          | 2-0  | 3-1  | 3-1  | 1-1  | 1-0  | 1-3  | 4-0  | 4-3  | 3-1  | 1-1  | 7-1  | 1-3  | 2-2  | –––– | 2-1  | 0-1  |
| Vergiatese       | 0-3  | 3-0  | 3-1  | 1-2  | 0-0  | 0-3  | 1-0  | 2-2  | 1-0  | 0-1  | 5-1  | 1-2  | 4-2  | 2-2  | –––– | 1-2  |
| Vogherese        | 1-1  | 3-2  | 2-1  | 1-0  | 2-0  | 1-0  | 2-0  | 3-2  | 2-1  | 2-0  | 6-0  | 1-2  | 2-0  | 1-2  | 0-0  | –––– |

### Spareggi

#### Play-off
|  | Semifinali | Semifinali | Semifinali |           |   | Finale | Finale | Finale |  |
|  |            |            |            |           |   |        |        |        |  |
|  |            |            |            |           |   |        |        |        |  |
|  |            |            |            |           |   |        |        |        |  |
|  |            |            |            |           |   |        |        |        |  |
|  |            | 2          | Castanese  | 2         |   |        |        |        |  |
|  |            |            |            | 2         |   |        |        |        |  |
|  |            |            | 3          | Vogherese | 1 |        |        |        |  |
|  | 3          | Vogherese  | 3          | Vogherese | 1 | 4      |        |        |  |
|  | 3          | Vogherese  |            |           |   |        |        |        |  |
|  | 4          | Sestese    | 0          |           |   |        |        |        |  |

##### Semifinali
|           | Risultati |         | Luogo e data           |
| --------- | --------- | ------- | ---------------------- |
| Vogherese | 4-0       | Sestese | Voghera, 8 maggio 2022 |

##### Finale
|           | Risultati |           | Luogo e data                  |
| --------- | --------- | --------- | ----------------------------- |
| Castanese | 2-1       | Vogherese | Castano Primo, 15 maggio 2022 |

#### Play-out
|                | Risultati |                | Luogo e data          |
| -------------- | --------- | -------------- | --------------------- |
| Base 96 Seveso | 1-3       | Pavia          | Seveso, 8 maggio 2022 |
| Pavia          | 2-1       | Base 96 Seveso | Pavia, 15 maggio 2022 |

## Girone B

### Squadre partecipanti
| Club                         | Città                        | Stadio                                                         | Stagione precedente                                 |
| ---------------------------- | ---------------------------- | -------------------------------------------------------------- | --------------------------------------------------- |
| AlbinoGandino S.S.D. s.r.l.  | Albino e Gandino (BG)        | Centro sportivo comunale Falco (Albino)                        | In Eccellenza/B, non iscritta al torneo primaverile |
| F.C. Castelleone             | Castelleone (CR)             | Centro sportivo comunale Dosso                                 | In Eccellenza/C, non iscritta al torneo primaverile |
| U.S.D. Cisanese              | Cisano Bergamasco (BG)       | Centro sportivo comunale                                       | In Eccellenza/B, non iscritta al torneo primaverile |
| A.S.D. R.C. Codogno 1908     | Codogno (LO)                 | Stadio Fratelli Molinari                                       | 6ª in Eccellenza/B                                  |
| A.S.D. Lemine Almenno Calcio | Almenno San Salvatore (BG)   | Centro sportivo comunale Fratelli Pedretti                     | 11ª in Eccellenza/C                                 |
| S.S.D. Luciano Manara        | Barzanò (LC)                 | Centro sportivo comunale Figliodoni                            | 10ª in Eccellenza/A                                 |
| G.S.D. Luisiana              | Pandino (CR)                 | Centro sportivo comunale                                       | In Eccellenza/B, non iscritta al torneo primaverile |
| S.S.D. Mapello a r.l.        | Mapello (BG)                 | Centro sportivo comunale                                       | 9ª in Eccellenza/C                                  |
| U.S.D. Mariano Calcio        | Mariano Comense (CO)         | Stadio Città di Mariano                                        | In Eccellenza/B, non iscritta al torneo primaverile |
| U.S. Offanenghese            | Offanengo (CR)               | Campo sportivo Nuovo Comunale                                  | In Eccellenza/C, non iscritta al torneo primaverile |
| A.S.D. Pontelambrese         | Ponte Lambro (CO)            | Centro sportivo comunale                                       | 7ª in Eccellenza/A                                  |
| A.S. Sancolombano            | San Colombano al Lambro (MI) | Stadio Franco Riccardi                                         | 11ª in Eccellenza/B                                 |
| A.S.D. Sant'Angelo           | Sant'Angelo Lodigiano (LO)   | Stadio Carlo Chiesa                                            | 2ª in Eccellenza/B                                  |
| U.S.D. Scanzorosciate Calcio | Scanzorosciate (BG)          | Campo sportivo comunale                                        | 18ª in Serie D/B, retrocesso                        |
| A.S.D. Speranza Agrate       | Agrate Brianza (MB)          | Centro sportivo comunale Salvatore Missaglia                   | 10ª in Eccellenza/C                                 |
| C.S. Trevigliese A.S.D.      | Treviglio (BG)               | Stadio Mario Zanconti                                          | In Eccellenza/B, non iscritta al torneo primaverile |
| S.S.D. a r.l. G.S. Vertovese | Vertova (BG)                 | Centro sportivo comunale (Casnigo), campo sportivo A. Tognella | In Eccellenza/B, non iscritta al torneo primaverile |
| A.S.D. Zingonia Verdellino   | Verdellino e Zingonia (BG)   | Centro sportivo comunale (Verdellino)                          | 3ª in Eccellenza/C                                  |

### Classifica finale
|  | Pos. | Squadra             | Pt | G  | V  | N  | P  | GF | GS | DR  |
|  | ---- | ------------------- | -- | -- | -- | -- | -- | -- | -- | --- |
|  | 1.   | Sant'Angelo         | 80 | 34 | 25 | 5  | 4  | 78 | 35 | +43 |
|  | 2.   | Offanenghese        | 77 | 34 | 24 | 5  | 5  | 63 | 21 | +32 |
|  | 3.   | Lemine Almenno      | 66 | 34 | 18 | 12 | 4  | 51 | 24 | +27 |
|  | 4.   | Mapello             | 65 | 34 | 19 | 8  | 7  | 75 | 32 | +43 |
|  | 5.   | Luciano Manara      | 51 | 34 | 15 | 6  | 13 | 51 | 45 | +6  |
|  | 6.   | Cisanese            | 50 | 34 | 13 | 11 | 10 | 47 | 44 | +3  |
|  | 7.   | Zingonia Verdellino | 49 | 34 | 14 | 7  | 13 | 39 | 38 | +1  |
|  | 8.   | Trevigliese         | 49 | 34 | 13 | 10 | 11 | 53 | 54 | -1  |
|  | 9.   | Codogno             | 44 | 34 | 11 | 11 | 12 | 37 | 36 | +1  |
|  | 10.  | Luisiana            | 43 | 34 | 10 | 13 | 11 | 45 | 44 | +1  |
|  | 11.  | Scanzorosciate      | 43 | 34 | 12 | 7  | 15 | 43 | 44 | -1  |
|  | 12.  | AlbinoGandino       | 42 | 34 | 10 | 12 | 12 | 39 | 42 | -3  |
|  | 13.  | Pontelambrese       | 39 | 34 | 10 | 9  | 15 | 38 | 45 | -7  |
|  | 14.  | Sancolombano        | 37 | 34 | 9  | 10 | 15 | 46 | 60 | -14 |
|  | 15.  | Vertovese           | 35 | 34 | 8  | 11 | 15 | 33 | 49 | -16 |
|  | 16.  | Speranza Agrate     | 28 | 34 | 6  | 10 | 18 | 35 | 67 | -32 |
|  | 17.  | Castelleone         | 26 | 34 | 6  | 8  | 20 | 39 | 66 | -27 |
|  | 18.  | Mariano             | 15 | 34 | 4  | 3  | 27 | 31 | 87 | -56 |

Legenda:
      Promosso in Serie D.
      Ammesso ai play-off nazionali.
 Ai play-off o ai play-out.
      Retrocesso in Promozione.
Note:
Tre punti a vittoria, uno a pareggio, zero a sconfitta.
In caso di arrivo di due o più squadre a pari punti, la graduatoria verrà stilata secondo la classifica avulsa tra le squadre interessate che prevede, in ordine, i seguenti criteri:
- Punti negli scontri diretti
- Differenza reti negli scontri diretti
- Differenza reti generale
- Reti realizzate in generale
- Sorteggio

### Risultati

#### Tabellone
|                     | ALB  | CAS  | CIS  | COD  | LEM  | LMA  | LUI  | MAP  | MAR  | OFF  | PON  | SAC  | SAN  | SCA  | SPE  | TRE  | VER  | ZVE  |
| ------------------- | ---- | ---- | ---- | ---- | ---- | ---- | ---- | ---- | ---- | ---- | ---- | ---- | ---- | ---- | ---- | ---- | ---- | ---- |
| AlbinoGandino       | –––– | 1-1  | 0-2  | 1-1  | 0-0  | 4-0  | 1-1  | 0-1  | 4-3  | 0-1  | 0-3  | 3-1  | 1-1  | 1-1  | 1-1  | 1-1  | 0-0  | 1-2  |
| Castelleone         | 0-0  | –––– | 0-2  | 1-2  | 0-2  | 0-1  | 2-0  | 1-2  | 4-2  | 2-3  | 1-2  | 0-4  | 0-2  | 1-1  | 1-1  | 1-3  | 3-2  | 1-1  |
| Cisanese            | 3-0  | 2-2  | –––– | 2-1  | 0-2  | 0-3  | 2-2  | 1-3  | 1-1  | 0-1  | 2-0  | 3-1  | 0-3  | 3-3  | 2-0  | 1-1  | 2-1  | 0-0  |
| Codogno             | 2-1  | 3-0  | 1-2  | –––– | 0-0  | 1-2  | 2-0  | 1-2  | 4-0  | 1-3  | 1-0  | 0-1  | 0-2  | 0-1  | 2-1  | 0-1  | 0-0  | 0-0  |
| Lemine Almenno      | 1-0  | 2-2  | 1-0  | 1-1  | –––– | 0-2  | 4-0  | 0-2  | 4-1  | 1-1  | 2-0  | 2-2  | 1-1  | 2-1  | 1-1  | 4-1  | 1-2  | 1-0  |
| Luciano Manara      | 1-0  | 4-3  | 1-1  | 3-1  | 0-1  | –––– | 0-2  | 1-1  | 3-1  | 0-1  | 2-1  | 1-0  | 0-2  | 4-1  | 2-0  | 1-1  | 3-1  | 1-2  |
| Luisiana            | 1-2  | 1-1  | 0-0  | 0-0  | 1-2  | 1-1  | –––– | 1-0  | 2-0  | 1-3  | 2-0  | 2-2  | 0-3  | 1-0  | 4-1  | 0-0  | 0-1  | 0-1  |
| Mapello             | 0-1  | 1-0  | 5-0  | 0-0  | 2-2  | 2-2  | 2-2  | –––– | 3-0  | 3-0  | 1-1  | 3-2  | 0-1  | 0-1  | 4-2  | 1-3  | 5-0  | 3-1  |
| Mariano             | 0-4  | 2-1  | 1-1  | 0-1  | 0-4  | 1-3  | 3-3  | 0-7  | –––– | 0-3  | 0-1  | 1-4  | 2-1  | 2-1  | 3-0  | 2-3  | 1-4  | 1-3  |
| Offanenghese        | 2-0  | 2-0  | 1-0  | 3-4  | 0-3  | 2-1  | 2-1  | 2-1  | 3-0  | –––– | 0-0  | 5-0  | 2-2  | 1-1  | 2-1  | 2-1  | 0-1  | 1-0  |
| Pontelambrese       | 1-1  | 1-2  | 1-2  | 2-0  | 1-1  | 3-1  | 2-2  | 1-4  | 1-4  | 0-1  | –––– | 1-1  | 3-1  | 0-4  | 1-1  | 3-2  | 1-0  | 0-1  |
| Sancolombano        | 0-2  | 1-2  | 1-5  | 0-1  | 1-2  | 1-0  | 4-4  | 1-3  | 1-0  | 1-1  | 3-2  | –––– | 0-2  | 1-0  | 2-2  | 1-1  | 0-0  | 0-2  |
| Sant'Angelo         | 1-2  | 5-2  | 2-1  | 4-0  | 0-0  | 4-3  | 0-3  | 3-2  | 3-0  | 2-1  | 2-0  | 4-2  | –––– | 2-0  | 1-0  | 3-2  | 2-2  | 1-0  |
| Scanzorosciate      | 0-1  | 2-0  | 0-1  | 1-1  | 0-1  | 2-0  | 0-3  | 0-0  | 2-1  | 2-4  | 1-1  | 0-2  | 1-3  | –––– | 2-0  | 5-0  | 3-2  | 1-4  |
| Speranza Agrate     | 2-2  | 2-4  | 0-0  | 1-5  | 2-1  | 2-0  | 2-1  | 0-2  | 3-2  | 1-3  | 1-3  | 1-1  | 0-5  | 2-1  | –––– | 0-2  | 1-1  | 0-1  |
| Trevigliese         | 5-3  | 2-0  | 2-1  | 0-0  | 0-0  | 2-2  | 0-1  | 2-2  | 1-0  | 0-1  | 2-1  | 4-3  | 2-3  | 0-3  | 4-2  | –––– | 2-1  | 1-3  |
| Vertovese           | 0-1  | 2-1  | 2-2  | 0-0  | 0-1  | 0-3  | 1-1  | 0-4  | 2-1  | 1-2  | 1-0  | 0-0  | 2-4  | 0-1  | 1-1  | 1-0  | –––– | 1-1  |
| Zingonia Verdellino | 3-0  | 3-0  | 2-3  | 1-1  | 0-1  | 1-0  | 0-2  | 0-4  | 1-0  | 0-4  | 0-0  | 1-2  | 1-3  | 0-1  | 0-1  | 2-2  | 2-1  | –––– |

### Spareggi

#### Play-out
|              | Risultati |              | Luogo e data                            |
| ------------ | --------- | ------------ | --------------------------------------- |
| Vertovese    | 2-1       | Sancolombano | Vertova, 8 maggio 2022                  |
| Sancolombano | 1-1       | Vertovese    | San Colombano al Lambro, 15 maggio 2022 |

## Girone C

### Squadre partecipanti
| Club                            | Città                               | Stadio                                     | Stagione precedente                                 |
| ------------------------------- | ----------------------------------- | ------------------------------------------ | --------------------------------------------------- |
| A.S.D. Atletico Castegnato      | Castegnato (BS)                     | Campo sportivo comunale                    | 5ª in Eccellenza/C                                  |
| U.S. Bedizzolese                | Bedizzole (BS)                      | Campo sportivo comunale Gian Pietro Siboni | In Eccellenza/C, non iscritta al torneo primaverile |
| F.C. Carpenedolo S.S.D. s.r.l   | Carpenedolo (BS)                    | Stadio Mundial '82                         | In Eccellenza/C, non iscritta al torneo primaverile |
| F.C. Castiglione A.S.D.         | Castiglione delle Stiviere (MN)     | Stadio Ugo Lusetti                         | 7ª in Eccellenza/C                                  |
| A.S.D CazzagoBornato Calcio     | Bornato di Cazzago San Martino (BS) | Campo sportivo comunale                    | In Eccellenza/C, non iscritta al torneo primaverile |
| Pol. Ciliverghe Mazzano         | Ciliverghe di Mazzano (BS)          | Centro sportivo Sterilgarda (Molinetto)    | 4ª in Eccellenza/C                                  |
| U.S. Darfo Boario s.r.l. S.S.D. | Darfo Boario Terme (BS)             | Stadio comunale                            | In Eccellenza/C, non iscritta al torneo primaverile |
| A.S.D. Forza e Costanza 1905    | Martinengo (BG)                     | Stadio comunale Bepi Casari                | In Eccellenza/C, non iscritta al torneo primaverile |
| U.S. Governolese                | Governolo di Roncoferraro (MN)      | Stadio Pietro Vicini                       | In Eccellenza/C, non iscritta al torneo primaverile |
| F.C. Lumezzane S.S.D.           | Lumezzane (BS)                      | Stadio Tullio Saleri                       | 2ª in Eccellenza/C                                  |
| A.S.D. Orceana Calcio           | Orzinuovi (BS)                      | Stadio comunale di Orzinuovi               | In Eccellenza/C, non iscritta al torneo primaverile |
| Pol. Prevalle                   | Prevalle (BS)                       | Centro sportivo comunale                   | 8ª in Eccellenza/C                                  |
| A.S.D. Pro Palazzolo            | Palazzolo sull'Oglio (BS)           | Campo sportivo comunale                    | In Eccellenza/C, non iscritta al torneo primaverile |
| A.S.D. Rovato Calcio            | Rovato (BS)                         | Campo sportivo comunale                    | In Eccellenza/C, non iscritta al torneo primaverile |
| S.S.D. Valcalepio F.C. a r.l.   | Castelli Calepio (BG)               | Centro sportivo comunale (Cividino)        | 6ª in Eccellenza/C                                  |
| U.S. Vobarno                    | Vobarno (BS)                        | Centro sportivo comunale                   | In Eccellenza/C, non iscritta al torneo primaverile |

### Classifica finale
|  | Pos. | Squadra             | Pt | G  | V  | N  | P  | GF | GS | DR  |
|  | ---- | ------------------- | -- | -- | -- | -- | -- | -- | -- | --- |
|  | 1.   | Lumezzane           | 75 | 30 | 24 | 3  | 3  | 65 | 26 | +39 |
|  | 2.   | Atletico Castegnato | 56 | 30 | 16 | 8  | 6  | 54 | 34 | +20 |
|  | 3.   | Prevalle            | 52 | 30 | 15 | 7  | 8  | 40 | 35 | +5  |
|  | 4.   | Darfo Boario        | 49 | 30 | 13 | 10 | 7  | 52 | 41 | +11 |
|  | 5.   | Valcalepio          | 49 | 30 | 15 | 4  | 11 | 53 | 47 | +6  |
|  | 6.   | Carpenedolo         | 47 | 30 | 14 | 5  | 11 | 47 | 39 | +8  |
|  | 7.   | Rovato              | 47 | 30 | 13 | 8  | 9  | 50 | 41 | +9  |
|  | 8.   | CazzagoBornato      | 43 | 30 | 10 | 13 | 7  | 46 | 39 | +7  |
|  | 9.   | Forza e Costanza    | 42 | 30 | 12 | 6  | 12 | 51 | 47 | +4  |
|  | 10.  | Vobarno             | 40 | 30 | 11 | 7  | 13 | 34 | 38 | -4  |
|  | 11.  | Ciliverghe Mazzano  | 40 | 30 | 12 | 4  | 14 | 45 | 41 | +4  |
|  | 12.  | Bedizzolese         | 37 | 30 | 11 | 4  | 15 | 42 | 51 | -9  |
|  | 13.  | Castiglione         | 36 | 30 | 11 | 3  | 16 | 28 | 42 | -14 |
|  | 14.  | Orceana             | 34 | 30 | 9  | 7  | 14 | 33 | 36 | -3  |
|  | 15.  | Palazzolo           | 15 | 30 | 3  | 6  | 21 | 23 | 57 | -34 |
|  | 16.  | Governolese         | 8  | 30 | 1  | 5  | 24 | 19 | 68 | -49 |

Legenda:
      Promosso in Serie D.
      Ammesso ai play-off nazionali.
 Ai play-off o ai play-out.
      Retrocesso in Promozione.
Note:
Tre punti a vittoria, uno a pareggio, zero a sconfitta.
In caso di arrivo di due o più squadre a pari punti, la graduatoria verrà stilata secondo la classifica avulsa tra le squadre interessate che prevede, in ordine, i seguenti criteri:
- Punti negli scontri diretti
- Differenza reti negli scontri diretti
- Differenza reti generale
- Reti realizzate in generale
- Sorteggio

### Risultati

#### Tabellone
|                     | ACA  | BED  | CAR  | CAS  | CAZ  | CIL  | DAR  | FEC  | GOV  | LUM  | ORC  | PRE  | PPA  | ROV  | VAL  | VOB  |
| ------------------- | ---- | ---- | ---- | ---- | ---- | ---- | ---- | ---- | ---- | ---- | ---- | ---- | ---- | ---- | ---- | ---- |
| Atletico Castegnato | –––– | 3-0  | 3-1  | 4-1  | 3-4  | 4-1  | 2-0  | 2-1  | 2-1  | 0-2  | 1-4  | 1-3  | 3-2  | 0-0  | 2-1  | 1-0  |
| Bedizzolese         | 2-1  | –––– | 0-3  | 3-1  | 2-2  | 2-3  | 1-3  | 4-1  | 2-0  | 1-4  | 0-2  | 0-1  | 3-0  | 1-1  | 3-2  | 2-0  |
| Carpenedolo         | 1-1  | 2-3  | –––– | 2-0  | 2-1  | 3-2  | 1-3  | 1-0  | 4-0  | 1-2  | 1-3  | 1-0  | 4-1  | 0-1  | 0-2  | 1-0  |
| Castiglione         | 1-0  | 2-0  | 3-2  | –––– | 0-2  | 1-0  | 1-1  | 3-1  | 3-0  | 0-3  | 0-0  | 0-0  | 1-0  | 0-2  | 0-2  | 2-3  |
| CazzagoBornato      | 1-1  | 1-1  | 2-2  | 2-0  | –––– | 1-2  | 1-1  | 2-0  | 1-0  | 1-2  | 0-2  | 2-2  | 1-1  | 1-4  | 3-0  | 1-1  |
| Ciliverghe Mazzano  | 1-3  | 0-1  | 1-0  | 0-1  | 0-2  | –––– | 5-2  | 1-2  | 4-0  | 0-2  | 3-0  | 0-1  | 0-0  | 0-0  | 3-3  | 1-2  |
| Darfo Boario        | 1-1  | 2-1  | 1-1  | 4-1  | 1-1  | 0-0  | –––– | 1-2  | 1-1  | 1-1  | 1-0  | 1-1  | 2-0  | 0-3  | 4-1  | 1-3  |
| Forza e Costanza    | 2-2  | 1-1  | 1-2  | 2-0  | 2-2  | 1-2  | 0-3  | –––– | 3-2  | 2-4  | 1-0  | 3-1  | 3-0  | 3-0  | 2-2  | 3-0  |
| Governolese         | 1-3  | 0-2  | 2-3  | 0-2  | 1-4  | 1-2  | 2-3  | 0-2  | –––– | 0-2  | 1-4  | 1-1  | 1-1  | 0-3  | 1-2  | 0-2  |
| Lumezzane           | 0-2  | 3-1  | 1-1  | 1-0  | 2-0  | 3-1  | 3-0  | 3-2  | 1-1  | –––– | 2-1  | 3-0  | 1-0  | 5-4  | 3-1  | 2-1  |
| Orceana             | 1-2  | 0-1  | 0-2  | 0-1  | 0-0  | 1-4  | 0-1  | 1-1  | 0-1  | 1-0  | –––– | 3-3  | 2-2  | 0-2  | 2-1  | 1-1  |
| Prevalle            | 0-3  | 2-0  | 1-0  | 2-0  | 2-0  | 0-3  | 2-2  | 1-0  | 2-0  | 1-3  | 2-0  | –––– | 2-1  | 1-3  | 2-1  | 1-1  |
| Pro Palazzolo       | 0-2  | 1-0  | 0-1  | 1-0  | 2-2  | 0-3  | 1-2  | 2-4  | 2-1  | 0-2  | 0-1  | 0-1  | –––– | 1-1  | 0-3  | 1-2  |
| Rovato              | 0-0  | 3-1  | 1-3  | 1-0  | 3-3  | 1-2  | 2-4  | 2-4  | 1-1  | 2-1  | 0-3  | 1-2  | 4-2  | –––– | 4-1  | 0-2  |
| Valcalepio          | 1-1  | 3-1  | 2-0  | 4-3  | 0-2  | 2-1  | 3-2  | 2-2  | 5-0  | 1-2  | 2-1  | 1-0  | 2-1  | 0-1  | –––– | 2-1  |
| Vobarno             | 1-1  | 4-3  | 2-2  | 0-1  | 0-1  | 2-0  | 0-4  | 1-0  | 1-0  | 0-2  | 0-0  | 1-3  | 3-1  | 0-0  | 0-1  | –––– |

### Spareggi

#### Play-off
|  | Semifinali | Semifinali          | Semifinali |          |   | Finale              | Finale | Finale |  |
|  |            |                     |            |          |   |                     |        |        |  |
|  | 2          | Atletico Castegnato | 3          |          |   |                     |        |        |  |
|  | 2          | Atletico Castegnato | 3          |          |   |                     |        |        |  |
|  | 5          | Valcalepio          | 2          |          |   |                     |        |        |  |
|  | 5          | Valcalepio          | 2          |          | 2 | Atletico Castegnato | 1      |        |  |
|  |            |                     |            |          | 2 | Atletico Castegnato | 1      |        |  |
|  |            |                     | 3          | Prevalle | 2 |                     |        |        |  |
|  | 3          | Prevalle            | 3          | Prevalle | 2 | 0                   |        |        |  |
|  | 3          | Prevalle            |            |          |   |                     |        |        |  |
|  | 4          | Darfo Boario        | 0          |          |   |                     |        |        |  |

##### Semifinali
|                     | Risultati |              | Luogo e data              |
| ------------------- | --------- | ------------ | ------------------------- |
| Atletico Castegnato | 3-2       | Valcalepio   | Castegnato, 7 maggio 2022 |
| Prevalle            | 0-0       | Darfo Boario | Prevalle, 8 maggio 2022   |

##### Finale
|                     | Risultati |          | Luogo e data               |
| ------------------- | --------- | -------- | -------------------------- |
| Atletico Castegnato | 1-2       | Prevalle | Castegnato, 15 maggio 2022 |

#### Play-out
|             | Risultati |             | Luogo e data                               |
| ----------- | --------- | ----------- | ------------------------------------------ |
| Orceana     | 0-1       | Castiglione | Orzinuovi, 8 maggio 2022                   |
| Castiglione | 1-2       | Orceana     | Castiglione delle Stiviere, 15 maggio 2022 |